# La Gila
La Gila es una localidad española perteneciente al municipio de Alcalá del Júcar, en la provincia de Albacete, dentro de la comunidad autónoma de Castilla-La Mancha.

## Demografía
Evolución de la población
Los habitantes se llaman GILEÑOS
| Gráfica de evolución demográfica de La Gila entre 2000 y 2017      |
|                                                                    |
| Población de derecho (2000-2017) según el padrón municipal del INE |

## Economía

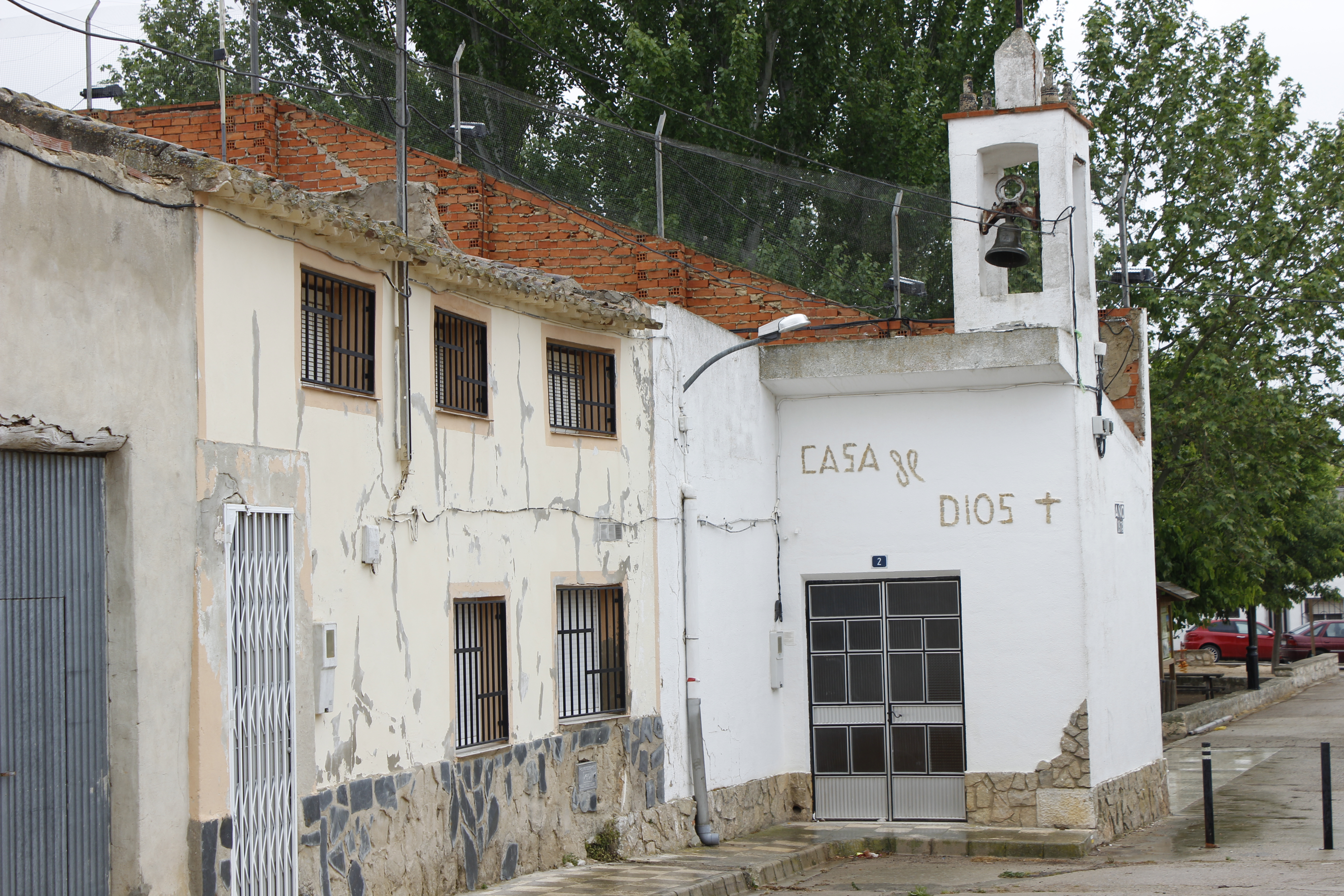
Iglesia

En los últimos años se ha desarrollado el turismo de aventura además de las actividades agropecuarias clásicas de la zona y la caza.
Su economía agraria está basada en la almendra, el cultivo de la vid y el cereal.

## Fiestas
- San Antonio de Padua en Honor al Patrón del pueblo. Se celebra con una verbena el fin de semana más cercano al 13 de junio.
- Fiestas de agosto. Sin fecha fija. Se celebra con verbena y cena en la plaza del pueblo.